# Свердловський сільський округ (Алтинсаринський район)
Свердло́вський сільський округ (каз. Свердлов ауылдық округі, рос. Свердловский сельский округ) — адміністративна одиниця у складі Алтинсаринського району Костанайської області Казахстану. Адміністративний центр та єдиний населений пункт — село Свердловка.
Населення — 880 осіб (2021; 1020 у 2009, 1216 у 1999, 1516 у 1989).
Станом на 1989 рік існувала Свердловська сільська рада (села Карамирза, Свердловка).

## Склад
До складу округу входять такі населені пункти:
| Населений пункт  | Старі назви | Населення, осіб (1989) | Населення, осіб (1999) | Населення, осіб (2009) | Населення, осіб (2021) |
| ---------------- | ----------- | ---------------------- | ---------------------- | ---------------------- | ---------------------- |
| Карамирза, село  | -           | 107                    | -                      | -                      | -                      |
| Свердловка, село | -           | 1409                   | 1216                   | 1020                   | 880                    |